# ان‌جی‌سی ۲۶۸۱
ان‌جی‌سی ۲۶۸۱ (انگلیسی: NGC 2681) نام یک کهکشان عدسی در صورت فلکی خرس بزرگ است.